# Mărioara Baba Vojnovic
Mărioara Baba Vojnovic (n. 18 decembrie 1950, Seleuș, comuna Alibunar⁠(d), RP Serbia, RSF Iugoslavia – d. 7 iunie 2010, Novi Sad, Serbia) a fost o poetă, critic de teatru și film, jurnalistă din Banatul Sârbesc. A absolvit Institutl de Artă Teatrală și Cinematografică I.L. caragiale din București, din 1977 până în 1986 a lucrat ca jurnalistă la Postul de Radio din Novi Sad, iar din 1986 până în 2000 redactor pentru programul în limba română a Televiziunii Vojvodinei din Novi Sad.